# ミラクルバトルカードダス
ミラクルバトルカードダスは、『ドラゴンボール』、『ONE PIECE』、『トリコ』、『HUNTER×HUNTER』、『NARUTO -ナルト- 疾風伝』、『BLEACH』、『銀魂』、『黒子のバスケ』のコラボによるトレーディングカードゲームである。略称はミラバト。発売元はバンダイ。
2009年12月に『ドラゴンボール』と『ONE PIECE』の2作品で開始し、2011年3月に『トリコ』、2012年3月に『HUNTER×HUNTER』、2012年4月に『NARUTO -ナルト- 疾風伝』、2013年12月に『BLEACH』と『銀魂』、2014年6月に『黒子のバスケ』が加わった。

## カード
カードの色
色は赤、紫、緑、白、青、黒の6種類。赤は攻撃・ドロー、緑は回復型・バランス、白はブロック型・ロックで、紫は破壊型となっている。
特徴はそれぞれにあり、赤は突撃、緑は連携、白は意地、紫は犠牲、青は布石、一部のカードにはタッグというものもある。黒は一部のパックしか入っておらず、現在でまだ全23種類しかない。超Ωという特徴もあり、ミラクル効果をもつカードに強力な効果を発動するカード。
レアリティはマークなし（コモン）→U（アンコモン）→R（レア）→UR（ウルトラレア）→M（ミラクルキラ）またはブーストキラ→神Ω（神オメガレア）となっている。
カードの種類
アクションカード、ドラマチックカード、キャラクターカードの3つに分けられ、カードを見れば種類がわかる。周りが黒でおおわれていればアクションカード。横向きのカードはドラマチックカード。特に何もないカードは、キャラクターカードである。

## ルール
ジャンパワー
重ねたキャラクターの真価を引き出すエネルギー。「JP」と表記される。
『ドラゴンボール』および『トリコ』のキャラクターは、乗っているJPの数に応じてレベルアップし、BPが上がり、カードによっては特殊能力を得る。
『ONE PIECE』のキャラクターは、JPでのレベルアップはできないものの、貯めたJP数に応じて悪魔の実を重ねることが可能になる。
『HUNTER×HUNTER』のキャラクターは、JPを乗せることでレベルアップの代わりに「念」の段階が上がっていき、念の段階に応じて重ねたカードの能力を発揮できる。
『NARUTO』のキャラクターは、記載された数JPを乗せることで、「忍術」カードをチャクラとして重ねることが可能。
デッキの構成
デッキは40枚以上で60枚以下であり、同じ弾マークかつ同じナンバーのカードは3枚まで編成できる。
公式・公認大会における構築制限
1つのデッキに入れられるのは5作品のうち3作品まで。限界カードに分類されたカードは、複数枚投入することは不可（複数の限界カードをそれぞれ単数投入することは認められる）。
勝利条件
相手のダメージゾーンにカードが5枚置かれるか、相手がドローをする時山札が0枚だった時にプレイヤーは勝利となる。
キャラの登場の仕方
1ターンに1枚山札からかエナジーゾーンに置き、そのカードのキャラクターのコストとあっていれば登場できる。ドラマチックカードとアクションカードも同様。マイナスコストがある場合、場に同じ色のカードがあればその枚数コストを減らせる。
プレイ上の注意
同じ名前のカードが存在した場合は、既に出ているカードを捨てて新しいキャラクターを出す。JPや悪魔の実は引き継げる。複数のカードを出せるキャラクターも存在する（メタルクウラ、ナルトなど）。なおHUNTER×HUNTERの場合、出ているカードは捨てず、新しいキャラクターはそのカードに重ねて出す。

## レアリティ
カードのレアリティはコモン→アンコモン→レア→スーパーレア→ミラクルキラ（またはブーストキラ）→オメガレア＝超オメガレアとなっている。また、公認大会の上位賞品としてV（ブイ）カードという超オメガ仕様のプロモーションカードが存在する。現在（2014）ではSR（スーパーレア）がUR（ウルトラレア）に超Ωが神Ωになっている。

## ミラバトタワー
ミラバトタワーとは、ガチャガチャ形式の1回で4枚のカードが買える自販機である。これは全国のカードダス売り場に設置しており、通常のパックよりもレアカードが出やすい。